# Witbandgierzwaluw
De witbandgierzwaluw (Chaetura spinicaudus) is een vogel uit de familie Apodidae (gierzwaluwen).

## Verspreiding en leefgebied
Deze soort komt voor van Panama tot centraal Brazilië en telt twee ondersoorten:
- C. s. aetherodroma: van Panama tot westelijk Colombia en westelijk Ecuador.
- C. s. spinicaudus: oostelijk Venezuela, de Guiana's en noordelijk en centraal Brazilië.

## Status
De totale populatie is in 2019 geschat tussen de 500 duizend en 5 miljoen volwassen vogels. Op de Rode lijst van de IUCN heeft deze soort de status niet bedreigd.